# Pitchfork (website)
Pitchfork là một tạp chí Internet xuất bản hàng ngày có trụ sở tại Chicago, với nội dung chuyên phê bình âm nhạc, bình luận, tin tức âm nhạc và phỏng vấn nghệ sĩ. Tạp chí này chủ yếu tập trung vào nhạc indie, đặc biệt là indie rock. Tuy nhiên, phạm vi nhạc mà website quan tâm còn được mở rộng ra tới những thể loại như electronic, pop, hip hop, dance, folk, jazz, metal và nhạc thử nghiệm.
Website được thành lập năm 1995, tập trung phê bình những sản phẩm âm nhạc mới ra mắt, nhưng đồng thời cũng phê bình cả các album tái bản và tuyển tập. Tạp chí này cũng thường xuất bản các danh sách "hay nhất" – ví dụ như những album hay nhất của thập niên 1970, 1980 và 1990, hay những ca khúc hay nhất thập niên 1960 – cũng như danh sách những bài hát và album hay nhất của từng năm kể từ 1999.

## Lịch sử
Pitchfork được lập ra ở Minneapolis, Minnesota với người sáng lập là Ryan Schreiber vào cuối năm 1995, ngay khi vừa mới tốt nghiệp trung học phổ thông. Chịu ảnh hưởng từ những tạp chí tự xuất bản ở địa phương và chương trình phát thanh đại học KUOM, Schreiber, dù chưa từng có kinh nghiệm viết lách, đã quyết định đem tới cho Internet một nguồn thông tin cập nhật thường xuyên về âm nhạc độc lập. Ban đầu với tên gọi Turntable, website chỉ cập nhật hàng tháng với những bài phỏng vấn và phê bình. Từ tháng 5 năm 1996, tạp chí bắt đầu được xuất bản hàng ngày, và đổi tên thành "Pitchfork", để chỉ hình xăm của Tony Montana trong bộ phim Scarface năm 1983.
Vào đầu năm 1999, Schreiber đã chuyển Pitchfork từ trụ sở tại Minneapolis tới Chicago, Illinois. Kể từ đó, website đã được mở rộng ra và xuất bản bốn hoặc năm bài phê bình hàng ngày, cùng những bài phỏng vấn, chuyên đề và cột báo rải rác. Tạp chí cũng bắt đầu thu hút một lượng người ủng hộ do sự phủ sóng rộng rãi của âm nhạc underground và cả phong cách viết của tờ báo, vốn thường không bị gò bó bởi những quy ước của báo in. Vào tháng 10 trong năm đó, tạp chí đã bổ sung thêm một phần là tin tức âm nhạc hàng ngày. Vào tháng 4 năm 2008, Pitchfork Media đã cho ra mắt Pitchfork.tv, một website chuyên trình chiếu các vieo về các nghệ sĩ nhạc indie, thường là những ban nhạc và nghệ sĩ mà đã xuất hiện trên pitchforkmedia.com.
Pitchfork hiện nay đã thu hút một lượng độc giả vào khoảng 240.000 mỗi ngày, và hơn 1,5 triệu người đến thăm khác nhau mỗi tháng, khiến đây là tạp chí âm nhạc trực tuyến chuyên về nhạc indie phổ biến nhất. Vào 24 tháng 10 năm 2003, tác giả của Pitchformula.com thông báo rằng Pitchfork đã xuất bản 5,575 bài phê bình từ 158 tác giả khác nhau, với độ dài trung bình là khoảng 520 từ. Tuy nhiên, đây là dữ liệu kể từ trước 2003; và từ đó đến nay website tiếp tục phát hành những bài phê bình gần như hàng ngày, trừ những ngày cuối tuần và ngày lễ. Hiện nay, tạp chí có khoảng 50 cây bút phê bình làm việc tự do trên khắp thế giới và khoảng 20 nhân viên làm việc toàn thời gian ở Chicago và New York.

## Ảnh hưởng
Pitchfork đã được ví như "Pravda của indie rock" hay "thánh địa Mecca của nhạc indie". Những ý kiến của Pitchfork đã gia tăng tầm ảnh hưởng văn hóa trong những năm gần đây; một số hãng truyền thông lớn đã xem website như thước đo của nền âm nhạc indie, và những trích dẫn từ các bài đánh giá tốt từ website cũng được sử dụng ngày càng nhiều ở các thông cáo báo chí và gắn lên trên mặt trước của những đĩa CD. Pitchfork cũng được ghi nhận là đóng vai trò trong việc đưa một số nghệ sĩ đến với công chúng, ví dụ như Arcade Fire, Sufjan Stevens, Clap Your Hands Say Yeah, Interpol, The Go! Team, Junior Boys, The Books, Broken Social Scene, Cold War Kids, Wolf Parade, Tapes 'n Tapes, và Titus Andronicus, dù ảnh hưởng thực sự của website đến sự nổi tiếng của những nhóm này vẫn còn gây tranh cãi.
Trái lại, Pitchfork cũng được xem là có ảnh hưởng tiêu cực đến một số nghệ sĩ indie. Những phê bình của Pitchfork có thể có ảnh hưởng đáng kể đến độ nổi tiếng của một album, đặc biệt nếu trước đấy nó chỉ có một lượng khán giả hạn chế hay được phát hành tại một hãng thu âm độc lập. Một bài đánh giá 0.0 cho album Travistan của cựu ca sĩ nhóm Dismemberment Plan, Travis Morrison đã dẫn tới sự sụt giảm doanh thu đáng kể và album gần như bị đưa vào danh sách đen của các trạm radio của trường đại học.

## Hệ thống chấm điểm
Những bài đánh giá của Pitchfork sử dụng hai hệ thống chấm điểm khác nhau:
- Những bài phê bình từng nhạc phẩm đơn lẻ trước kia được chấm từ 1 đến 5 sao, nhưng kể từ 15 tháng 1 năm 2007, website đưa vào một hệ thống mới gọi là "Forkcast". Ở hệ thống này, thay vì cho từng ca khúc một điểm cụ thể, người đánh giá chỉ đơn giản dán nhãn chúng vào một trong những mục mà để tự người đọc giải thích, gồm "New Music", "Old Music", "Video", "Advanced Music", "Rising", "WTF", hạng mục cho những ca khúc mà được họ yêu thích nhất, "On Repeat", và kém ưa thích nhất, "Delete".
- Những bài phê bình album được chấm theo thang điểm 10.0, làm tròn tới 1/10.

## Danh sách album và bài hát của năm do Pitchfork phát hành
Xem thêm Danh sách album được chứng nhận Best New Album bởi Pitchfork

### Album của năm
| Năm                 | Nghệ sĩ                | Album                             | Quốc gia        | Nguồn  |
| ------------------- | ---------------------- | --------------------------------- | --------------- | ------ |
| 1998                | Sunny Day Real Estate  | How It Feels to Be Something On   | Hoa Kỳ          | [ 8 ]  |
| 1998 (đánh giá lại) | Outkast                | Aquemini                          | Hoa Kỳ          | [ 9 ]  |
| 1999                | The Dismemberment Plan | Emergency & I                     | Hoa Kỳ          | [ 10 ] |
| 2000                | Radio Head             | Kid A                             | Anh Quốc        | [ 11 ] |
| 2001                | The Microphones        | The Glow Pt.2                     | Hoa Kỳ          | [ 12 ] |
| 2002                | Interpol               | Turn On the Bright Lights         | Hoa Kỳ          | [ 13 ] |
| 2003                | The Rapture            | Echoes                            | Hoa Kỳ          | [ 14 ] |
| 2004                | Arcade Fire            | Funeral                           | Canada          | [ 15 ] |
| 2005                | Sufjan Stevens         | Illinois                          | Hoa Kỳ          | [ 16 ] |
| 2006                | The Knife              | Silent Shout                      | Thuỵ Điển       | [ 17 ] |
| 2007                | Panda Bear             | Person Pitch                      | Hoa Kỳ          | [ 18 ] |
| 2008                | Fleet Foxes            | Sun Giant/Fleet Foxes             | Hoa Kỳ          | [ 19 ] |
| 2009                | Animal Collective      | Merriweather Post Pavilion        | Hoa Kỳ          | [ 20 ] |
| 2010                | Kanye West             | My Beautiful Dark Twisted Fantasy | Hoa Kỳ          | [ 21 ] |
| 2011                | Bon Iver               | Bon Iver, Bon Iver                | Hoa Kỳ          | [ 22 ] |
| 2012                | Kendrick Lamar         | Good Kid, M.A.A.D City            | Hoa Kỳ          | [ 23 ] |
| 2013                | Vampire Weekend        | Modern Vampires of the City       | Hoa Kỳ          | [ 24 ] |
| 2014                | Run the Jewels         | Run the Jewels 2                  | Hoa Kỳ          | [ 25 ] |
| 2015                | Kendrick Lamar         | To Pimp a Butterfly               | Hoa Kỳ          | [ 26 ] |
| 2016                | Solange                | A Seat at the Table               | Hoa Kỳ          | [ 27 ] |
| 2017                | Kendrick Lamar         | Damn                              | Hoa Kỳ          | [ 28 ] |
| 2018                | Mitski                 | Be the Cowboy                     | Nhật Bản/Hoa Kỳ | [ 29 ] |
| 2019                | Lana Del Rey           | Norman Fucking Rockwell!          | Hoa Kỳ          | [ 30 ] |

### Bài hát của năm
| Năm  | Nghệ sĩ                                                                             | Bài hát                     | Quốc gia | Nguồn                                                |
| ---- | ----------------------------------------------------------------------------------- | --------------------------- | -------- | ---------------------------------------------------- |
| 2003 | Outkast                                                                             | "Hey Ya!"                   | Hoa Kỳ   |                                                      |
| 2004 | Annie                                                                               | "Heartbeat"                 | Na Uy    |                                                      |
| 2005 | Antony & The Johnsons                                                               | "Hope There's Someone"      | Anh Quốc |                                                      |
| 2006 | Justin Timberlake cùng T.I.                                                         | "My Love"                   | Hoa Kỳ   | Lưu trữ ngày 4 tháng 3 năm 2016 tại Wayback Machine  |
| 2007 | LCD Soundsystem                                                                     | "All My Friends"            | Hoa Kỳ   |                                                      |
| 2008 | Hercules and Love Affair                                                            | "Blind"                     | Hoa Kỳ   |                                                      |
| 2009 | Animal Collective                                                                   | "My Girls"                  | Hoa Kỳ   | Lưu trữ ngày 29 tháng 2 năm 2016 tại Wayback Machine |
| 2010 | Ariel Pink's Haunted Graffiti                                                       | "Round and Round"           | Hoa Kỳ   |                                                      |
| 2011 | M83                                                                                 | "Midnight City"             | Pháp     | Lưu trữ ngày 26 tháng 9 năm 2013 tại Wayback Machine |
| 2012 | Grimes                                                                              | "Oblivion"                  | Canada   |                                                      |
| 2013 | Drake                                                                               | "Hold On, We're Going Home" | Canada   | [ 31 ]                                               |
| 2014 | Future Islands                                                                      | "Seasons (Waiting On You)"  | Hoa Kỳ   | [ 32 ]                                               |
| 2015 | Kendrick Lamar                                                                      | "Alright"                   | Hoa Kỳ   | [ 33 ]                                               |
| 2016 | Kanye West hợp tác cùng The-Dream, Chance the Rapper, Kelly Price, và Kirk Franklin | "Ultralight Beam"           | Hoa Kỳ   | [ 34 ]                                               |
| 2017 | Cardi B                                                                             | "Bodak Yellow"              | Hoa Kỳ   | [ 35 ]                                               |
| 2018 | The 1975                                                                            | "Love It If We Made It"     | Anh Quốc | [ 36 ]                                               |
| 2019 | FKA Twigs                                                                           | "Cellophane"                | Anh Quốc | [ 37 ]                                               |